# Bocundji Cá
Bocundji Ca (Biombo, Guinea-Bisáu, 28 de diciembre de 1986), futbolista bisauguineano con parcial ascendencia guineana y pasaporte francés. Juega de volante y su actual equipo es el Stade de Reims de la Ligue 1 de Francia.

## Selección nacional
Ha sido internacional con la Selección de fútbol de Guinea-Bisáu, ha jugado 5 partidos internacionales y ha anotado 1 gol.

## Clubes
| Club           | País    | Año       |
| -------------- | ------- | --------- |
| FC Nantes      | Francia | 2004-2008 |
| Tours FC       | Francia | 2008-2009 |
| AS Nancy       | Francia | 2009-2010 |
| Tours FC       | Francia | 2010-2011 |
| Stade de Reims | Francia | 2011-     |